# سكوت بارنز
سكوت بارنز (بالإنجليزية: Scott Barnes)‏ هو لاعب كرة قاعدة أمريكي، ولد في 5 سبتمبر 1987 في سبرينغفيلد في الولايات المتحدة.

## وصلات خارجية
- سكوت بارنز على موقع دوري كرة القاعدة الرئيسي (الإنجليزية)
- سكوت بارنز على موقعبيزبول رفرنس.كوم (الدوري الرئيسي) (الإنجليزية)
- سكوت بارنز على موقعبيزبول رفرنس.كوم (الدوري الثانوي) (الإنجليزية)
- سكوت بارنز على موقع إي إس بي إن.كوم (أم.أل.بي) (الإنجليزية)
- سكوت بارنز على موقع مشجعي الرسوم البيانية (الإنجليزية)